# Danny Kaye
David Daniel Kaminsky, bedre kendt som Danny Kaye (18. januar 1911 – 3. marts 1987) var en berømt amerikansk skuespiller, sanger og komiker. Ud over de mange filmroller var han bedst kendt for sine præstationer inden for fysisk komedie, særegne pantomimer og fremførelse af lynhurtige nonsenssange.
Danny Kaye medvirkede i 23 spillefilm, heriblandt The Kid from Brooklyn (1946), The Secret Life of Walter Mitty (1947), The Inspector General (1949), Hans Christian Andersen (1952), og – måske hans mest fuldendte præstation – The Court Jester (1956). Hans film var utroligt populære, især hans fremragende sange med rim og remser og sange som "Inchworm" og "The Ugly Duckling". Men særligt titelrollen i filmen Hans Christian Andersen indbragte ham stor berømmelse og nærmest heltestatus. Sangen "Wonderful Copenhagen" (med tekst og musik af Frank Loesser) stammer fra den film.
Danny Kayes berømmelse steg yderligere, da han under et PR-besøg i H. C. Andersens Hus i Odense i 1952 på opfordring af pressefotograferne lagde sig til rette i H.C. Andersens originale seng; billederne gik verden rundt. Han blev senere slået til ridder af Dannebrog for sin rolle i filmen. 
Ud over skuespilspræstationerne var han fra 1954 UNICEF's første ambassadør og modtog den franske Æreslegion i 1986 for sit lange virke for organisationen.

## Æresbevisninger
- Ridder af Æreslegionen
- Jean Hersholt Humanitarian Award (1981)
- Ridder af Dannebrog (1983)
- Asteroidebæltet 6546 Kaye blev opkaldt efter ham (1987)
- Danny Kaye har tre stjerner på Hollywood Walk of Fame for sit arbejde indenfor musik, radio og film.[3]
- Danny Kaye blev slået til ridder af Dronning Margrethe II af Danmark i 1983 for hans 1952 skildring af Hans Christian Andersen i filmen af samme navn.[4]
- Kennedy Center Honor (1984)
- Grand Marshal af Tournament of Roses Parade (1984)
- Æreslegionen (Chevalier of the Légion d'honneur), 24. februar 1986 for sit arbejde for UNICEF.[2]
- Sangen "I Wish I Was Danny Kaye" på Miracle Legion's album Portrait of a Damaged Family fra 1996
- Den 23. juni 1987 blev Kaye efter sin død tildelt Presidential Medal of Freedom af USAs præsident Ronald Reagan. Medaljen blev modtaget af hans datter Dena.[5][6]
- UNICEF's besøgscenter i New York er opkaldt efter Danny Kaye.[7]
- I december 1996 udsendte tv-stationen PBS serien American Masters, med en særudgave om Danny Kayes liv.

## Filmografi

### Film
| #   | Titel                           | År   | Rolle                              | Instruktør                | Medskuespillere                                              | Filmet i                |
| 1.  | Moon Over Manhattan             | 1935 | Som sig selv                       | Al Christie               | Sylvia Froos, Marion Martin                                  | Sort-hvid               |
| 2.  | Dime a Dance                    | 1937 | Eddie                              | Al Christie               | Imogene Coca, June Allyson                                   | Sort-hvid               |
| 3.  | Getting an Eyeful               | 1938 | Russian                            | Al Christie               | Charles Kemper, Sally Starr                                  | Sort-hvid               |
| 4.  | Cupid Takes a Holiday           | 1938 | Nikolai Nikolaevich (bride-seeker) | William Watson            | Douglas Leavitt, Estelle Jayne                               | Sort-hvid               |
| 5.  | Money on Your Life              | 1938 | Russian                            | William Watson            | Charles Kemper, Sally Starr                                  | Sort-hvid               |
| 6.  | Up in Arms                      | 1944 | Danny Weems                        | Elliott Nugent            | Dinah Shore, Dana Andrews                                    | Technicolor             |
| 7.  | Wonder Man                      | 1945 | Edwin Dingle / Buzzy Bellew        | H. Bruce Humberstone      | Virginia Mayo, Vera-Ellen, Steve Cochran                     | Technicolor             |
| 8.  | The Kid from Brooklyn           | 1946 | Burleigh Hubert Sullivan           | Norman Z. McLeod          | Virginia Mayo, Vera-Ellen, Steve Cochran, Eve Arden          | Technicolor             |
| 9.  | The Secret Life of Walter Mitty | 1947 | Walter Mitty                       | Norman Z. McLeod          | Virginia Mayo, Boris Karloff, Fay Bainter, Ann Rutherford    | Technicolor             |
| 10. | A Song Is Born                  | 1948 | Professor Hobart Frisbee           | Howard Hawks              | Virginia Mayo, Benny Goodman, Hugh Herbert, Steve Cochran    | Technicolor             |
| 11. | It's a Great Feeling            | 1949 | Som sig selv                       | David Butler              | Dennis Morgan, Doris Day, Jack Carson                        | Technicolor             |
| 12. | The Inspector General           | 1949 | Georgi                             | Henry Koster              | Walter Slezak, Barbara Bates, Elsa Lanchester, Gene Lockhart | Technicolor             |
| 13. | On the Riviera                  | 1951 | Jack Martin / Henri Duran          | Walter Lang               | Gene Tierney, Corinne Calvet                                 | Technicolor             |
| 14. | Hans Christian Andersen         | 1952 | Hans Christian Andersen            | Charles Vidor             | Farley Granger, Zizi Jeanmaire                               | Technicolor             |
| 15. | Knock on Wood                   | 1954 | Jerry Morgan / Papa Morgan         | Norman Panama Mevin Frank | Mai Zetterling, Torin Thatcher                               | Technicolor             |
| 16. | White Christmas                 | 1954 | Phil Davis                         | Michael Curtiz            | Bing Crosby, Rosemary Clooney, Vera-Ellen, Dean Jagger       | VistaVision Technicolor |
| 17. | The Court Jester                | 1956 | Hubert Hawkins                     | Norman Panama Mevin Frank | Glynis Johns, Basil Rathbone, Angela Lansbury                | VistaVision Technicolor |
| 18. | Merry Andrew                    | 1958 | Andrew Larabee                     | Michael Kidd              | Salvatore Baccaloni, Pier Angeli                             | CinemaScope Metrocolor  |
| 19. | Me and the Colonel              | 1958 | Samuel L. Jacobowsky               | Peter Glenville           | Curt Jürgens, Nicole Maurey, Françoise Rosay, Akim Tamiroff  | Sort-hvid               |
| 20. | The Five Pennies                | 1959 | Red Nichols                        | Melville Shavelson        | Barbara Bel Geddes, Louis Armstrong, Tuesday Weld            | VistaVision Technicolor |
| 21. | On the Double                   | 1961 | Pfc. Ernie Williams                | Melville Shavelson        | Dana Wynter, Margaret Rutherford, Diana Dors                 | Panavision Technicolor  |
| 22. | The Man from the Diner's Club   | 1963 | Ernest Klenk                       | Frank Tashlin             | Cara Williams, Martha Hyer                                   | Sort-hvid               |
| 23. | The Madwoman of Chaillot        | 1969 | The Ragpicker                      | Bryan Forbes              | Katharine Hepburn, Charles Boyer                             | Technicolor             |

### Fjernsyn
- Autumn Laughter (1938) (eksperimentel fjersynsudsendelse)
- The Secret Life of Danny Kaye (1956) (See It Now særudgave)
- An Hour With Danny Kaye (1960 and 1961) (særudgaver)
- The Danny Kaye Show with Lucille Ball (1962) (særudgave)
- The Danny Kaye Show (1963–1967) (serie)
- Lucy Show: "Lucy Meets Danny Kaye" (1964) (gæsteoptræden)
- Here Comes Peter Cottontail (1971) (stemme)
- The Enchanted World of Danny Kaye: The Emperor's New Clothes (1972) (særudgave)
- An Evening with John Denver (1975) (særudgave)
- Pinocchio (1976 TV-musical) (1976) (special), direkte musikalsk tv-udsendelse med Sandy Duncan og Danny Kaye
- Peter Pan (1976) (special)
- The Muppet Show (1978) (gæsteoptræden)
- Disneyland's 25th Anniversary (1980) (gæsteoptræden)
- An Evening with Danny Kaye (1981) (særudgave)
- Skokie (1981)
- The New Twilight Zone: "Paladin of the Lost Hour" (1985) (gæsteoptræden)
- The Cosby Show: "The Dentist" (1986) (gæsteoptræden)

## Sceneoptrædener
- The Straw Hat Revue (1939) (Broadway)
- Lady in the Dark (1941) (Broadway)
- Let's Face It! (1941) (Broadway)
- Two by Two (1970) (Broadway)

## Diskografi

### Studiealbummer
- The Five Pennies med Louis Armstrong (1959)
- Mommy, Gimme a Drinka Water (Orkestrering af Gordon Jenkins) (Capitol Records, 1959)

### Soundtracks
- Hans Christian Andersen (1980)

### Lydbøger
- Danny Kaye tells 6 stories from faraway lands (1960)

### Opsamlinger
- Selections From Irving Berlin's White Christmas (1954)

### Lyt
- The Danny Kaye Show radio på Internet Archive.
- The Danny Kaye Show flere radioafsnit på Internet Archive.

### Se
- Danny Kaye i Danmark optagelser fra Kayes besøg i Danmark i 1952, Politikens filmjournal nr. 152, 1952
- The Inspector General for iPod på Internet Archive.
- The Inspector General på Internet Archive.